# Carly Craig
Carly Craig est une actrice américaine, née le 12 juin 1980 à San Diego (Californie).

## Filmographie
| Années | Titre                                        | Rôle                   | Notes         |
| ------ | -------------------------------------------- | ---------------------- | ------------- |
| 2005   | The Family Plan                              | Lila                   | Court-métrage |
| 2006   | Airplane Disasters                           | Carly                  |               |
| 2006   | Goodnight Burbank                            | Taylor McCall          | Court-métrage |
| 2007   | Everyone's a Victor                          | Kristy                 | Court-métrage |
| 2007   | Bagboy                                       | The Girl in the Museum |               |
| 2007   | Les Femmes de ses rêves (The Heartbreak Kid) | Jodi's Wedding Guest   |               |
| 2008   | Role Models                                  | Connie                 |               |
| 2010   | Death and Cremation                          | Shelly Fairchild       |               |
| 2011   | Bon à tirer (Hall Pass)                      | Nicotine Patch Girl    |               |
| 2011   | Starsucker                                   | Ms. Abernathy          |               |
| 2012   | Les Trois Corniauds (The Three Stooges)      | Mrs. Harter            |               |
| 2012   | Noobz                                        | Melissa                |               |
| 2012   | The Last Straw                               | Steph                  | Court-métrage |
| 2013   | Paranormal Movie                             | Katie MacDonald        |               |
| 2013   | Live at the Foxes Den                        | Elizabeth Dreisdale    |               |
| 2013   | The Newest Testament                         | Sue                    | Court-métrage |
| 2014   | Project Greenlight Finalist                  | Allison                | Court-métrage |
| 2014   | Dumb and Dumber De (Dumb and Dumber To)      | Young Fraida           |               |
| 2016   | Flock of Dudes                               | Zane                   |               |

## Téléfilms
| Années       | Titre                      | Rôle                             | Notes                                                                |
| ------------ | -------------------------- | -------------------------------- | -------------------------------------------------------------------- |
| 2005         | Halley's Comet             | Liza                             | Téléfilm                                                             |
| 2007         | Wainy Days                 | Sorority Girl                    | Épisode Zandy                                                        |
| 2008–2010    | Childrens Hospital         | Blake's TV Wife / Catlike Doctor | Épisodes This Kid's Getting a Vasectomy et I See Her Face Everywhere |
| 2010         | As the Working World Turns | Willa                            |                                                                      |
| 2011         | Inside Carly               | Carly                            |                                                                      |
| 2013         | Burning Love               | Felicia                          | 14 épisodes                                                          |
| 2013         | The Castle                 | Amy                              |                                                                      |
| 2013–2014    | Hello Ladies               | Carrie                           | Épisodes The Wedding et Hello Ladies: The Movie                      |
| 2014         | The Walking Fred           | Julie                            | Épisode S5 EP6 Recap: Consumed                                       |
| 2014–2015    | Cougar Town                | Kelly / Mother at Cake Shop      | Épisodes The Trip to Pirate's Cove et The Wrong Thing to Do          |
| 2015         | Newsreaders                | Marisa Goddard                   | Épisode The Creepiest Man Alive; Bomb Sniffing Dogs                  |
| 2016         | The Crossroads of History  | Erma                             | Épisode Lincoln                                                      |
| 2016         | That's What She Said       | Girl                             |                                                                      |
| 2016–présent | American Housewife         | Tara Summers                     | Recurring role; 13 épisodes                                          |
| 2018         | Big & $ave                 | Fina                             | Téléfilm                                                             |
| 2018         | Sideswiped                 | Olivia Maple / Oliva Maple       | 8 épisodes                                                           |